# دهستان خورهه
روستای خورهه، یک روستای باستانی از توابع شهرستان محلات و واقع در استان مرکزی، ایران است این روستا در ۴۲ کیلومتری شمال شرق محلات قرار گرفته است. روستاهای دودهک، حاجی‌آباد، نینه و طایقان، در همسایگی خورهه قرار دارند (با مختصات جغرافیایی متفاوت) از بُعد مسافت با شهرستان دلیجان نیز ۳۲ کیلومتر فاصله دارد. خورهه روستایی با ویلاهای لوکس متعدد است و دارای دو بافت روستایی و بافت ویلایی لوکس اعیان نشین است. معبد خورهه با قدمت ۲۲۰۰ سال مربوط به دوره سلوکیان در این روستا قرار دارد، این معبد دارای محوطه و ستون‌های باستانی با معماری هلنیستی است که در دوره اشکانیان و بعد از آن هم پابرجا بوده است.

## زبان و مذهب
مردم روستای خورهه به زبان فارسی با لهجه محلی سخن می‌گویند. همچنین افغانی‌های ساکن خورهه به فارسی دری صحبت می‌کنند. در روستای‌های اطراف زبان‌های ترکی و لری رواج دارد.
در گویش و محاورات نسل‌های گذشته و افراد مسن تر روستا، وجود کلمات فارسی دَری مشهود است و همچنین با توجه به اینکه در سالیان دور اقوامی از شهر کاشان به روستای خورهه مهاجرت کرده‌اند و همین‌طور نزدیکی روستای خورهه به شهر قم، تأثیر گویش این دو شهر بر گویش مردمان خورهه تا حدودی قابل مشاهده است.مردم خورهه مسلمان و شیعه هستند.

## شغل و پیشهٔ اهالی
مردم روستای خورهه، همانند اغلب روستاییان از راه کشاورزی و دام پروری امرار معاش می‌کنند.
کشاورزی:میوه‌هایی نظیر انار، انگور، سیب، بِه، خربزه، هلو، زردآلو، قیصی، گوجه سبز، انجیر، انواع مختلفی از صیفی جات و سبزیجات، و همین‌طور گندم، جو، ذرت و آفتابگردان از محصولات زراعی روستای خورهه هستند. در این میان، اَنار خورهه زبانزد بوده و نه تنها در منطقه، بلکه در سطح استان از شهرت و محبوبیت خاصی برخوردار است و سالانه مقادیر زیادی از این محصول به شهرها و استان‌های هم جوار صادر می‌شود.

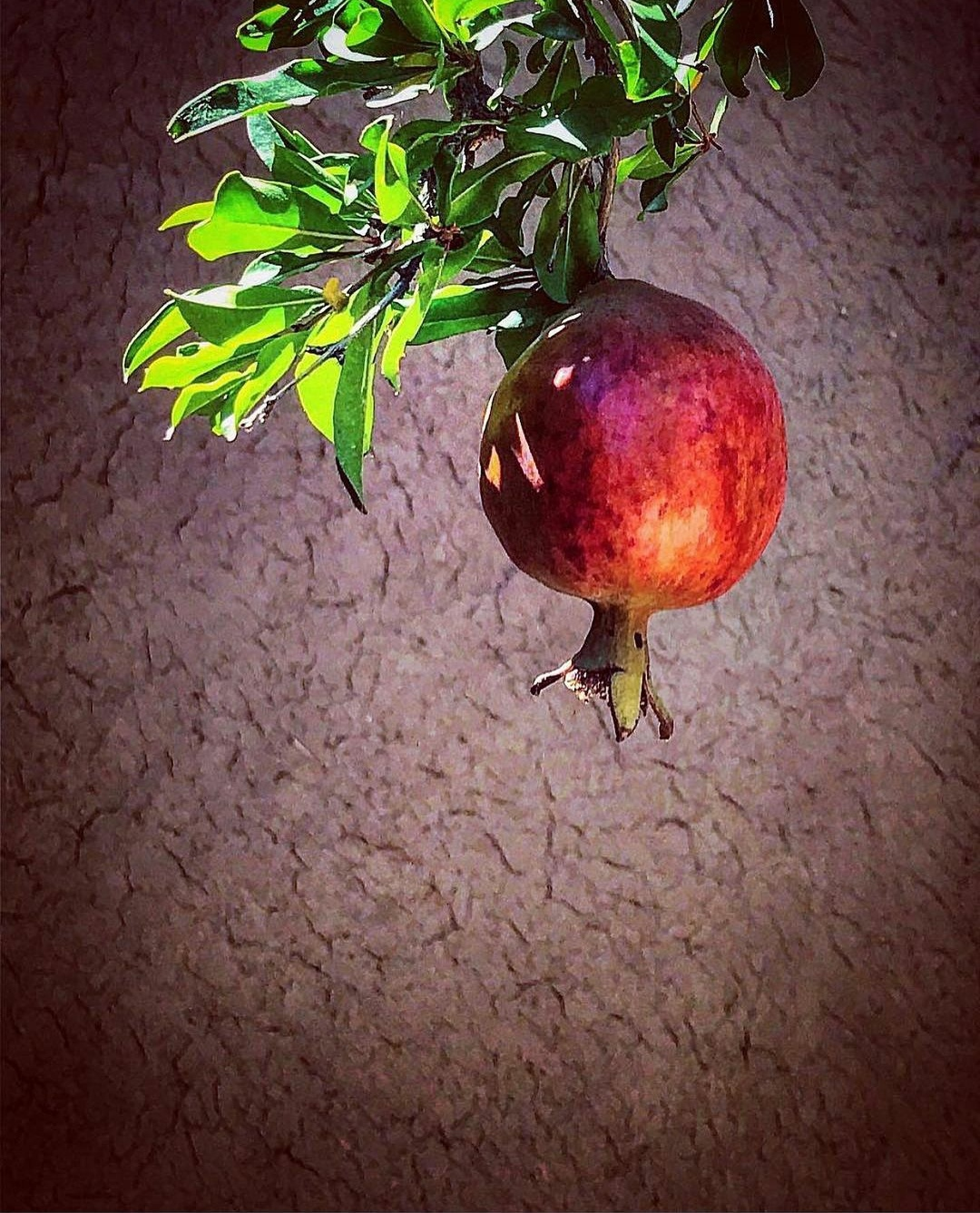

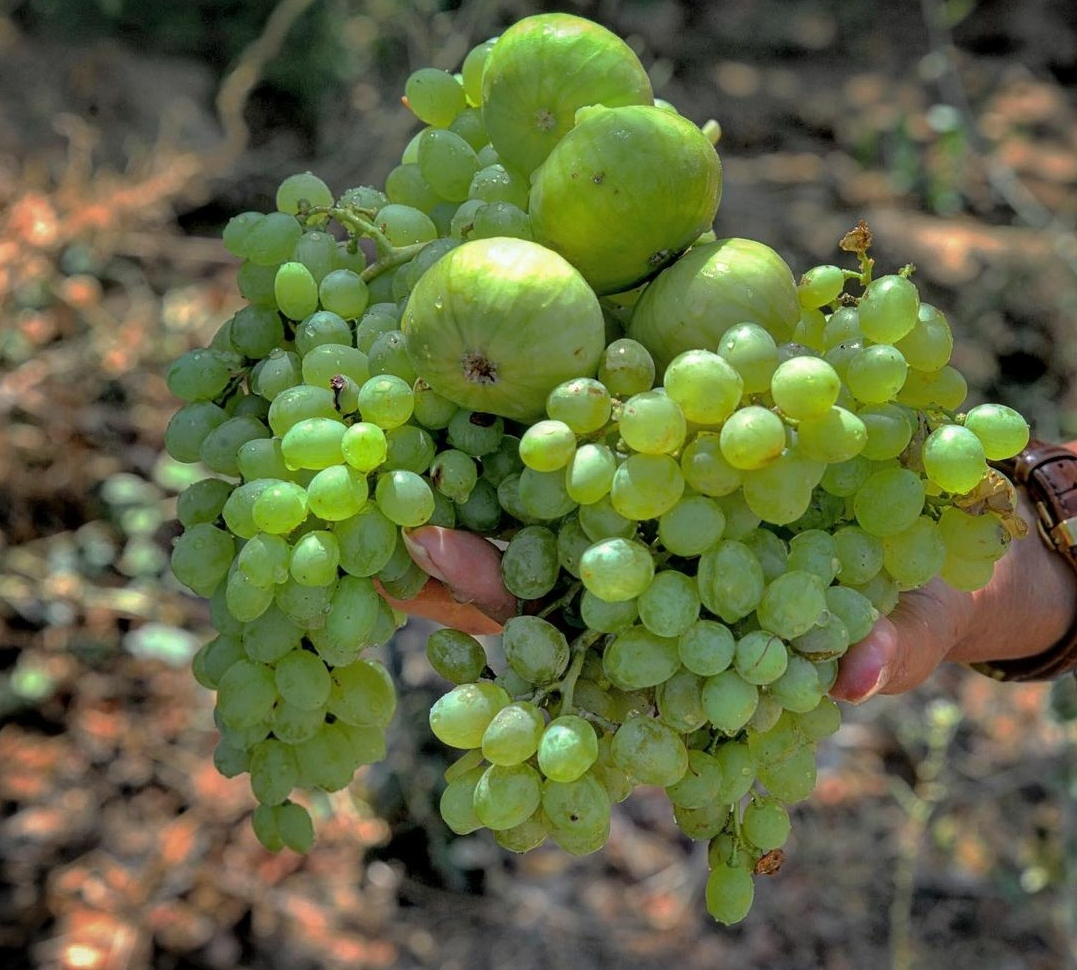

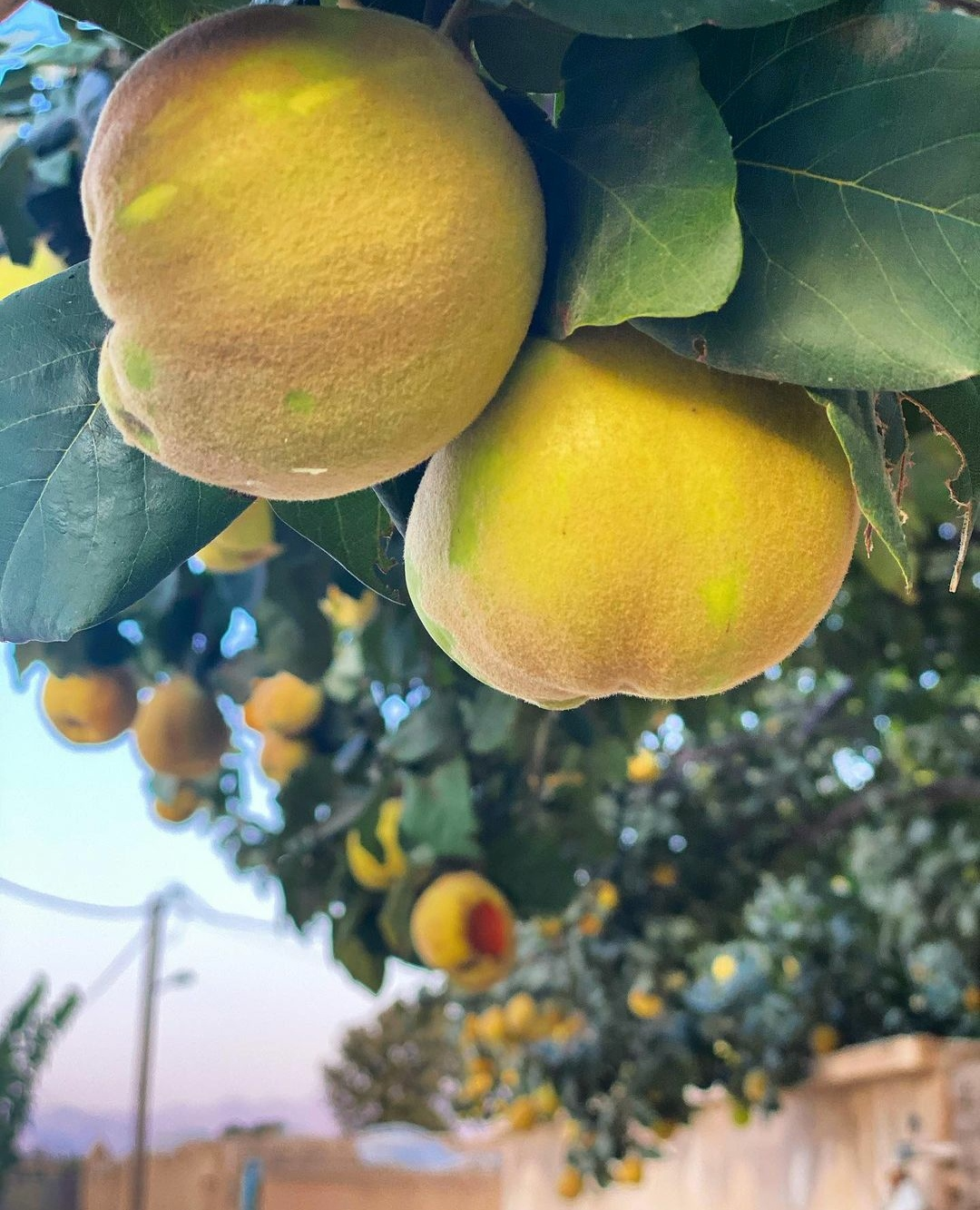

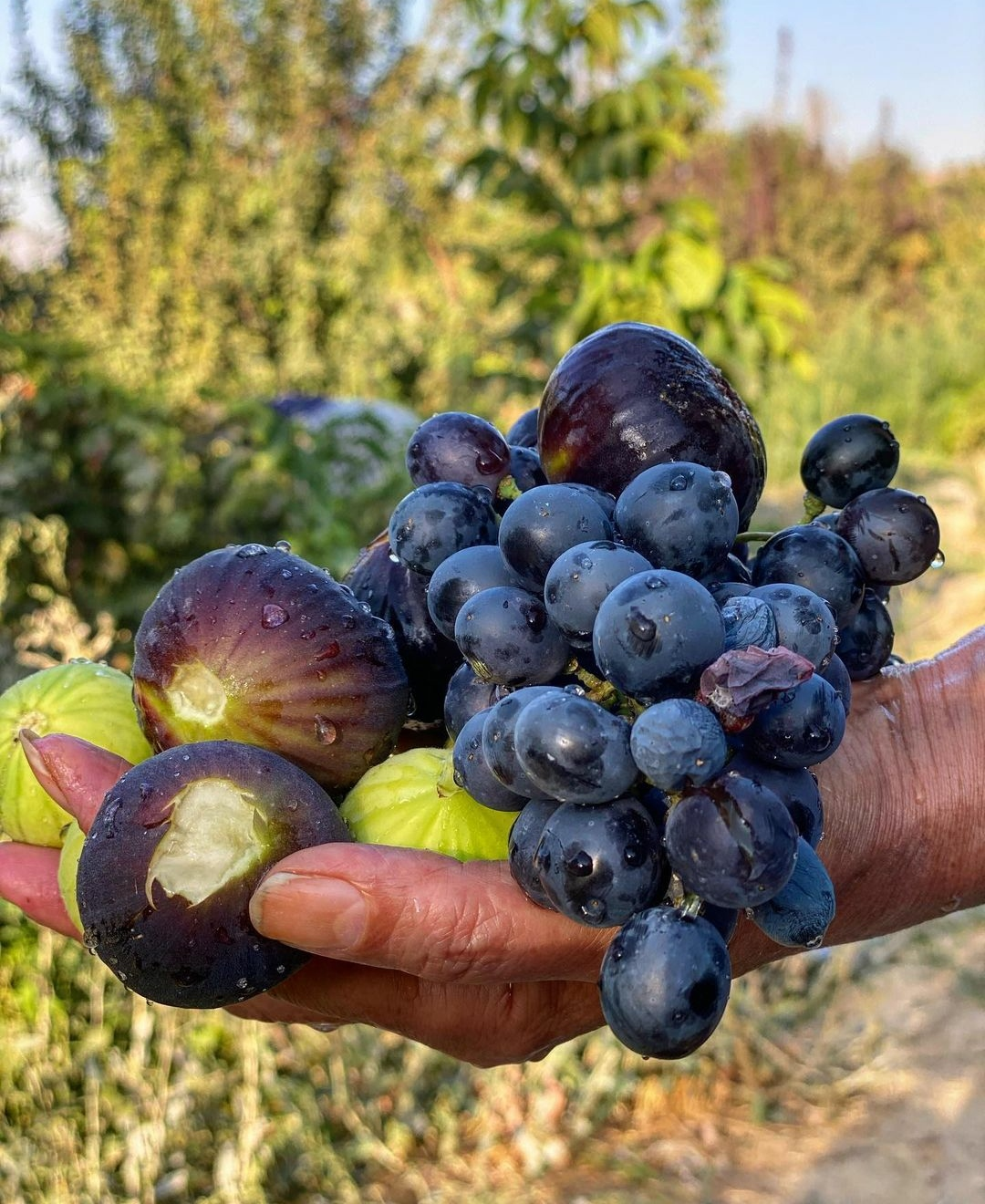

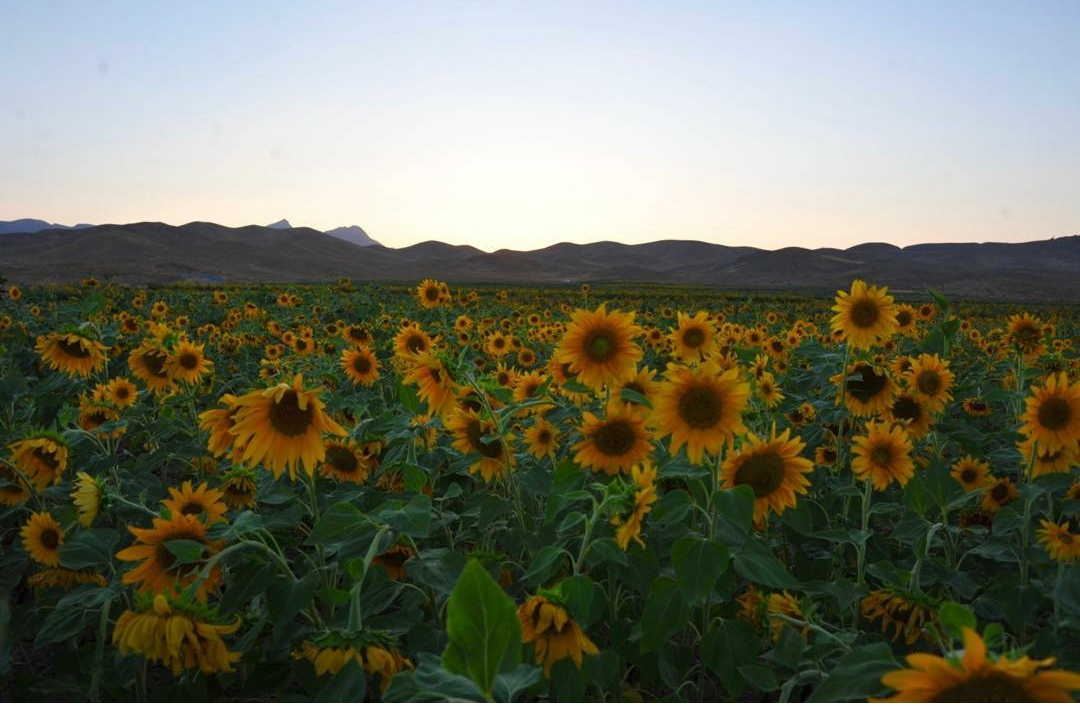

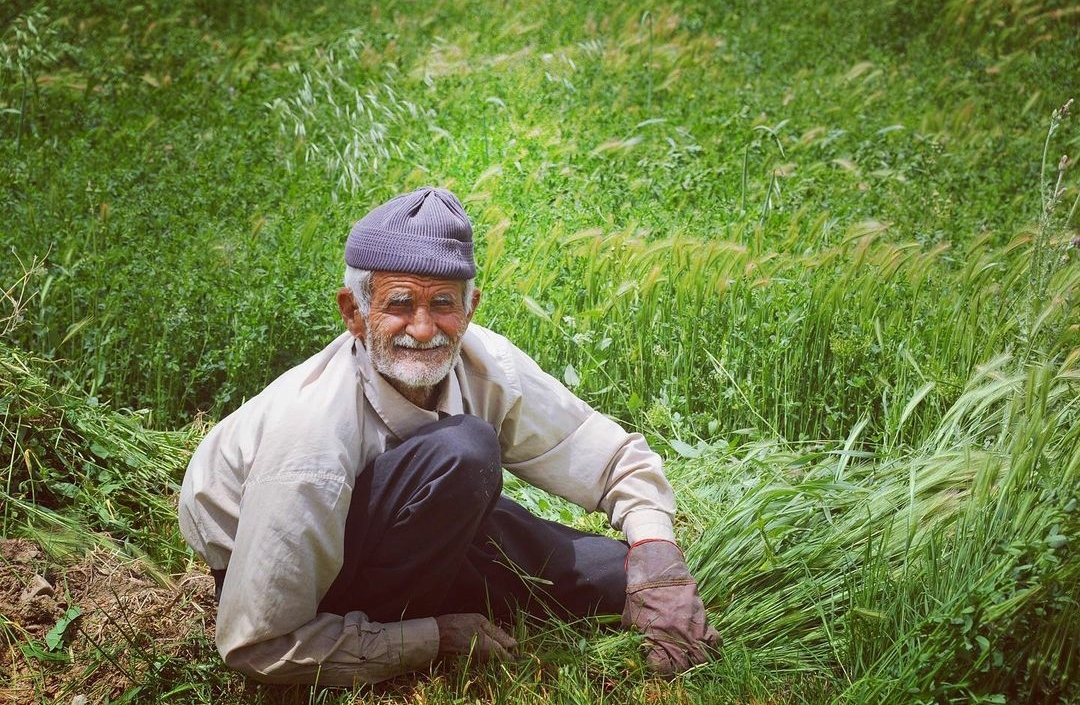

دامپروری:اهالی خورهه در کنار کشاورزی، به دامپروری اشتغال داشته و انواع محصولات لبنی، همچنین گوشت گوسفند و گاو نیز از دیگر تولیدات روستا محسوب می‌شوند.

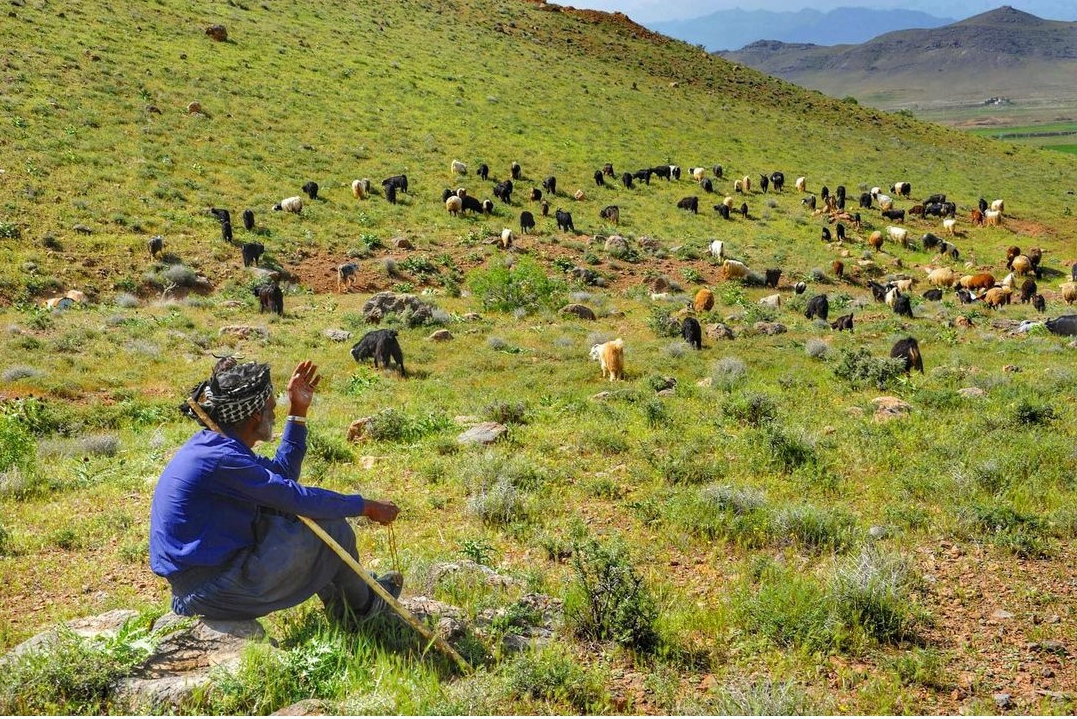

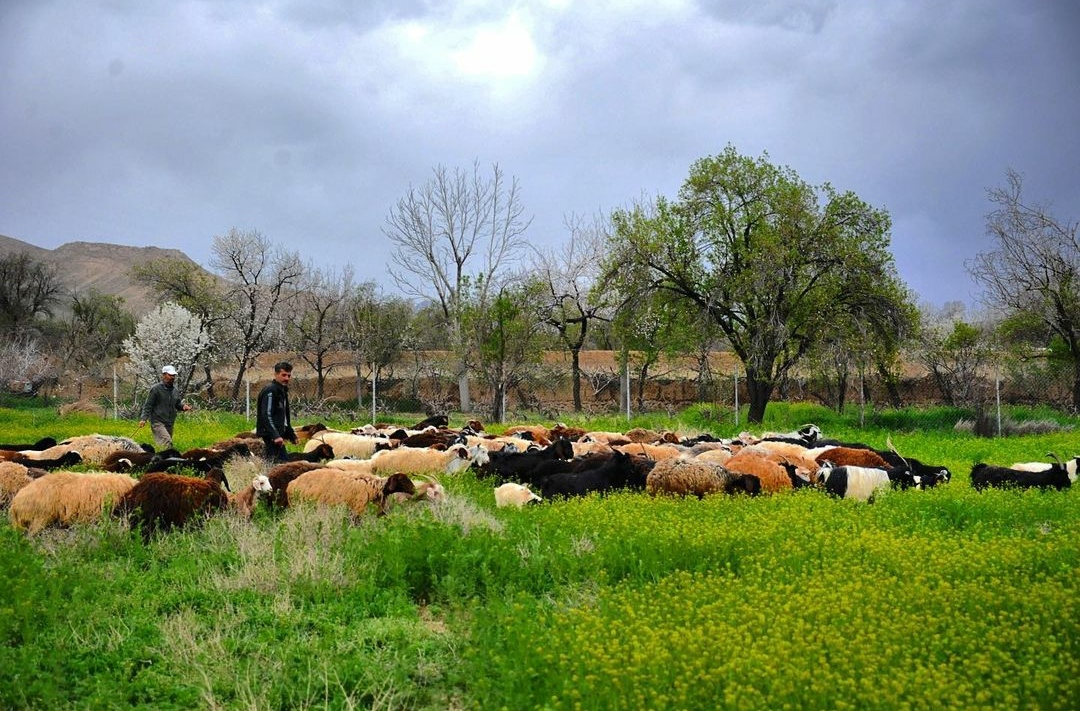

## جاذبهٔ گردشگری و آثار باستانی
وجه تمایز روستای خورهه، واقع شدن آثار باستانی منسوب به دوره سلوکیان (برگرفته از بازدید ارنست هرتسفلد و علی حاکمی) و با قدمت تقریبی ۲۲۰۰ سال در آن می‌باشد. معبد خورهه با قدمتی مربوط به دوره سلوکیان و امپراطوری اشکانیان و همین‌طور محوطه‌هایی مربوط به دوران سلجوقیان از جاذبه زیادی برخوردار است.
محققین تعداد ستون‌های سنگی بنا شده در این مکان را ۱۲ عدد می‌دانند که با گذر زمان و با تأثیر عوامل محیطی، اکنون تنها دو ستون از آن بر جای مانده است.

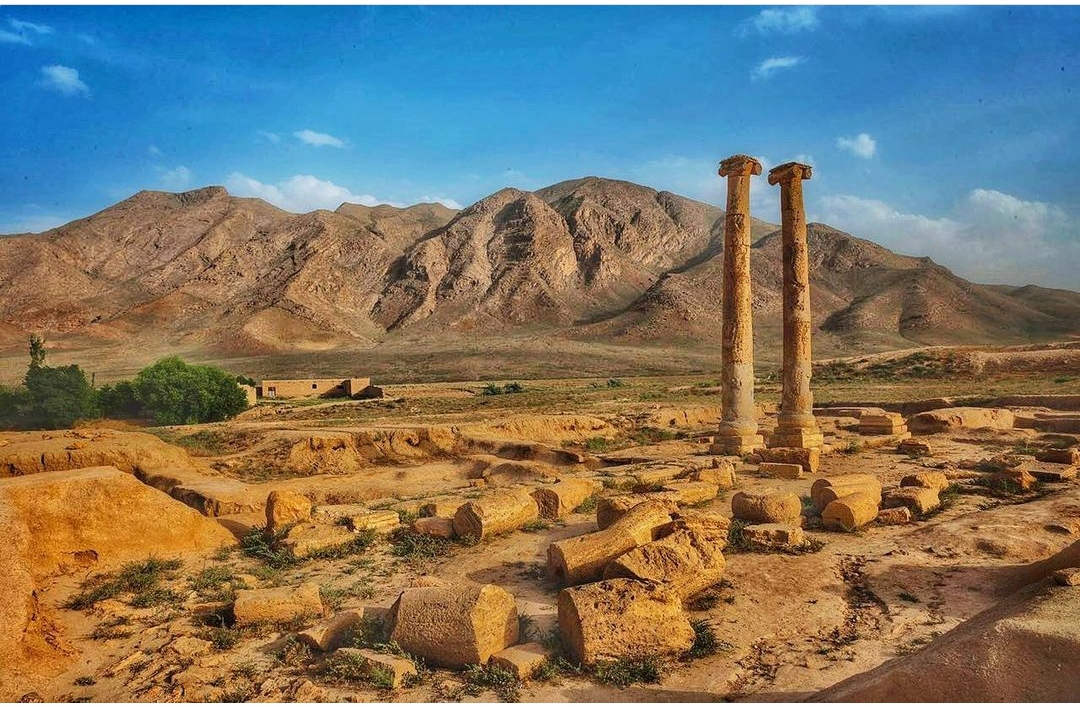

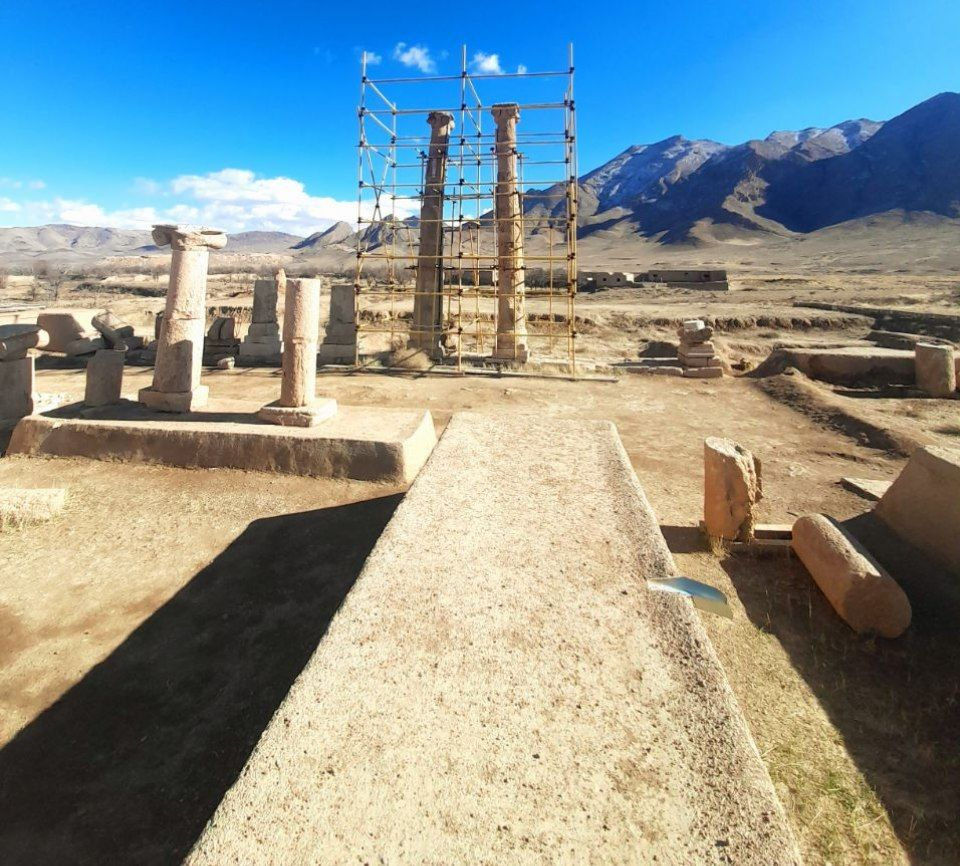

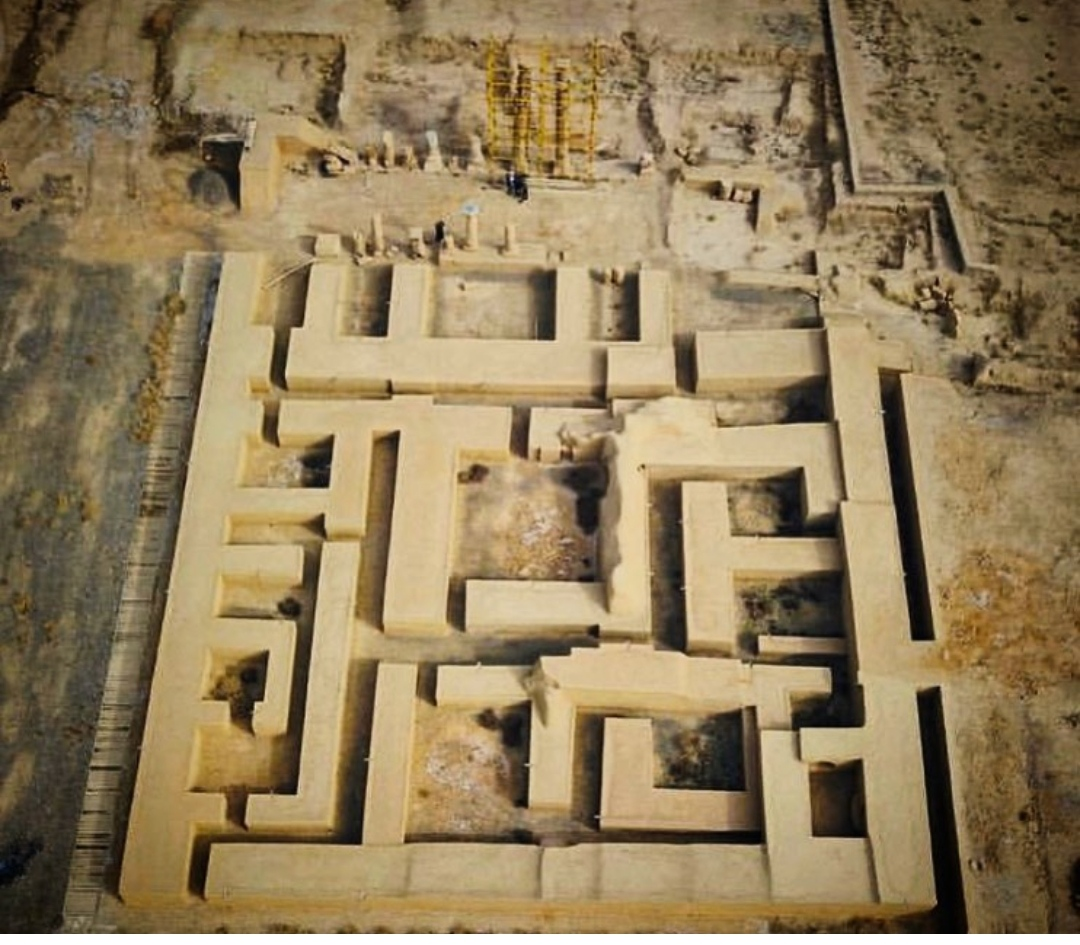

### کاوش
کاوش و حفاری در سایت باستانی خورهه در چند مرحله انجام گرفته است برای اولین بار در زمان ناصرالدین شاه و نه به قصد کاوش علمی، آثار باستانی مورد کند و کاو قرار گرفت اما نخستین کاوش حرفه ای، در سال ۱۳۳۵ و توسط مرحوم علی حاکمی انجام شده و حدود ۵ الی ۶ ماه ادامه داشته است دومین مرحله از کاوش علمی، در سال ۱۳۷۵ و به دست دکتر مهدی رهبر و گروه ایشان صورت پذیرفت و ایشان علی‌رغم نوع معماری بنا که سبک سلوکی است، آثار باستانی خورهه را یک خانه اربابی و متعلق به دوره اشکانی دانست.

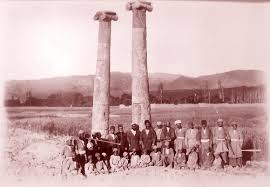

## امامزاده حکیمه خاتون خورهه
در مجاورت آثار باستانی، و در فاصلهٔ حدوداً ۱۵۰ متری، امامزاده حکیمه خاتون (س) واقع شده که آرامستان خورهه نیزدر همین محل قرار دارد. این امامزاده در میان اهالی به سه فرزند امام معروف است و منتسب به نوادگان امام موسی کاظم (ع) می‌باشد. در گذشته بنای امامزاده به شکل امروزی نبود و ساختاری قدیمی داشت. اما با توجه به فرسایش و امکان از بین رفتن این بنای قدیمی، با مشارکت ادارهٔ اوقاف و همیاری اهالی روستا، ساختمان امامزاده بازسازی شد و چهره ای شکیل به خود گرفت.

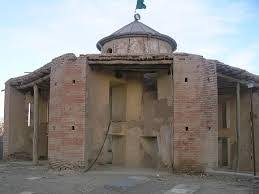

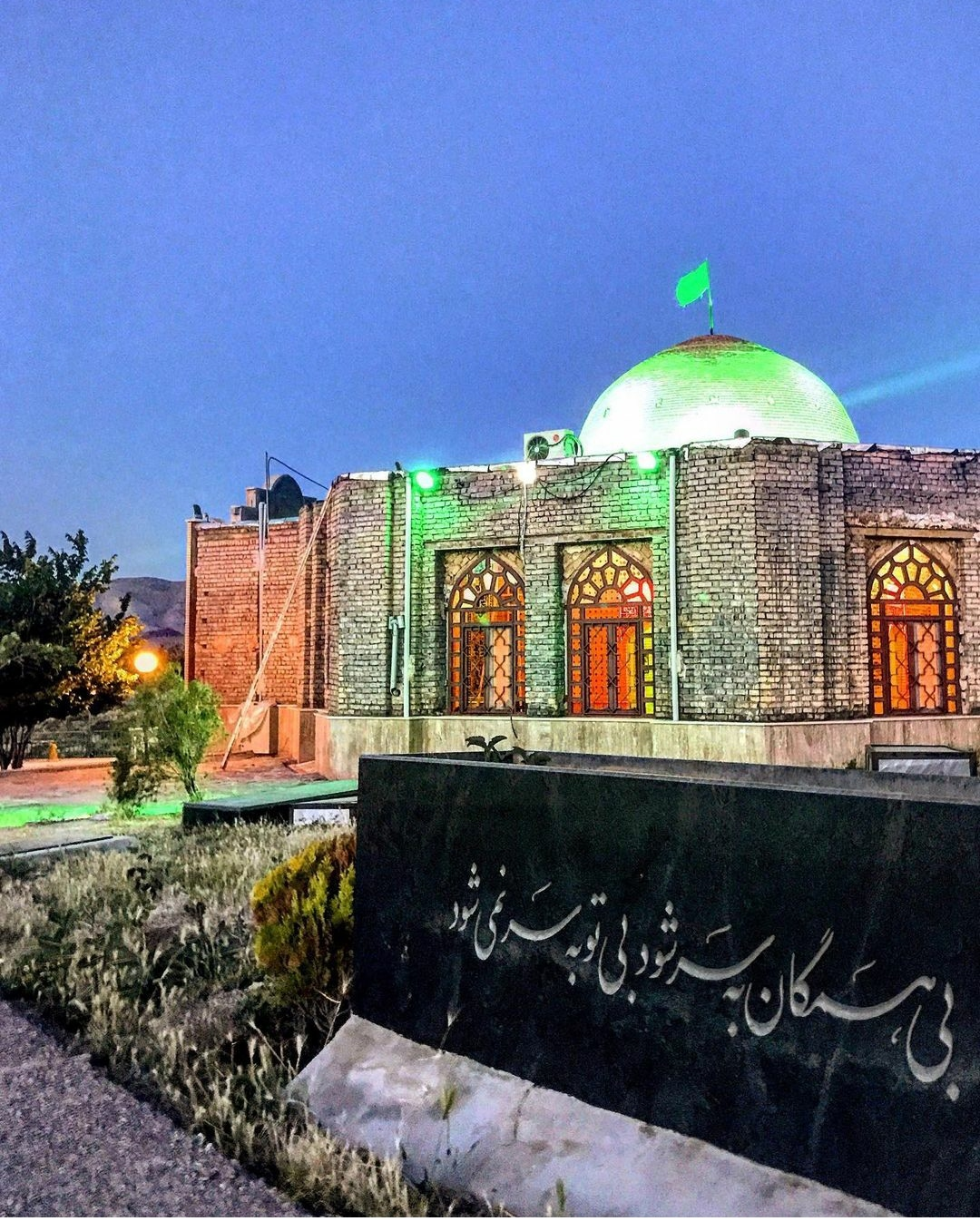

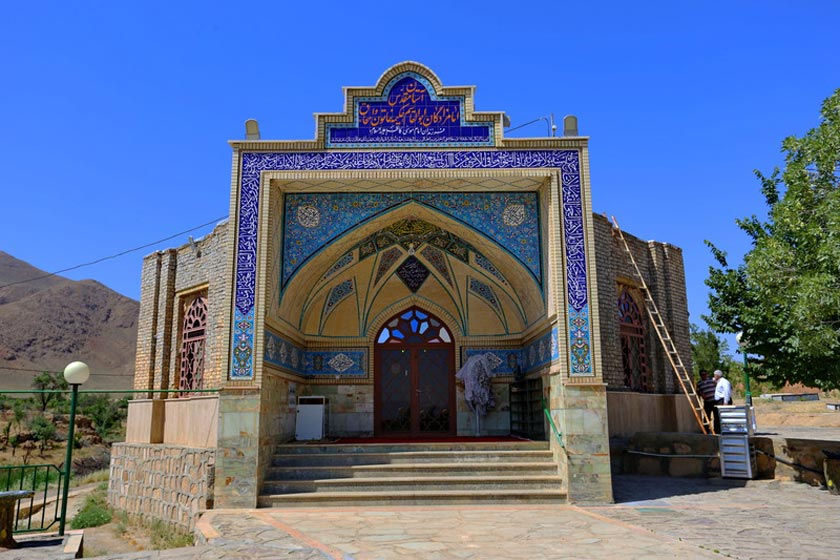

## چشمهٔ آب شور خورهه
در فاصلهٔ بسیار کمی از سایت باستانی خورهه، یک دریاچهٔ کوچک آب شور قرار دارد که در میان اهالی به آبشوره معروف است. منشأ این دریاچهٔ کوچک چشمه ای است که از دل زمین می‌جوشد. آب این چشمه تلخ و شور بوده و برای زراعت و کشاورزی مناسب نیست. البته شواهدی وجود دارد که نشان می‌دهد آب چشمه از ابتدا شور نبوده و در گذشته‌های دور برای مصارف کشاورزی استفاده می‌شده است.

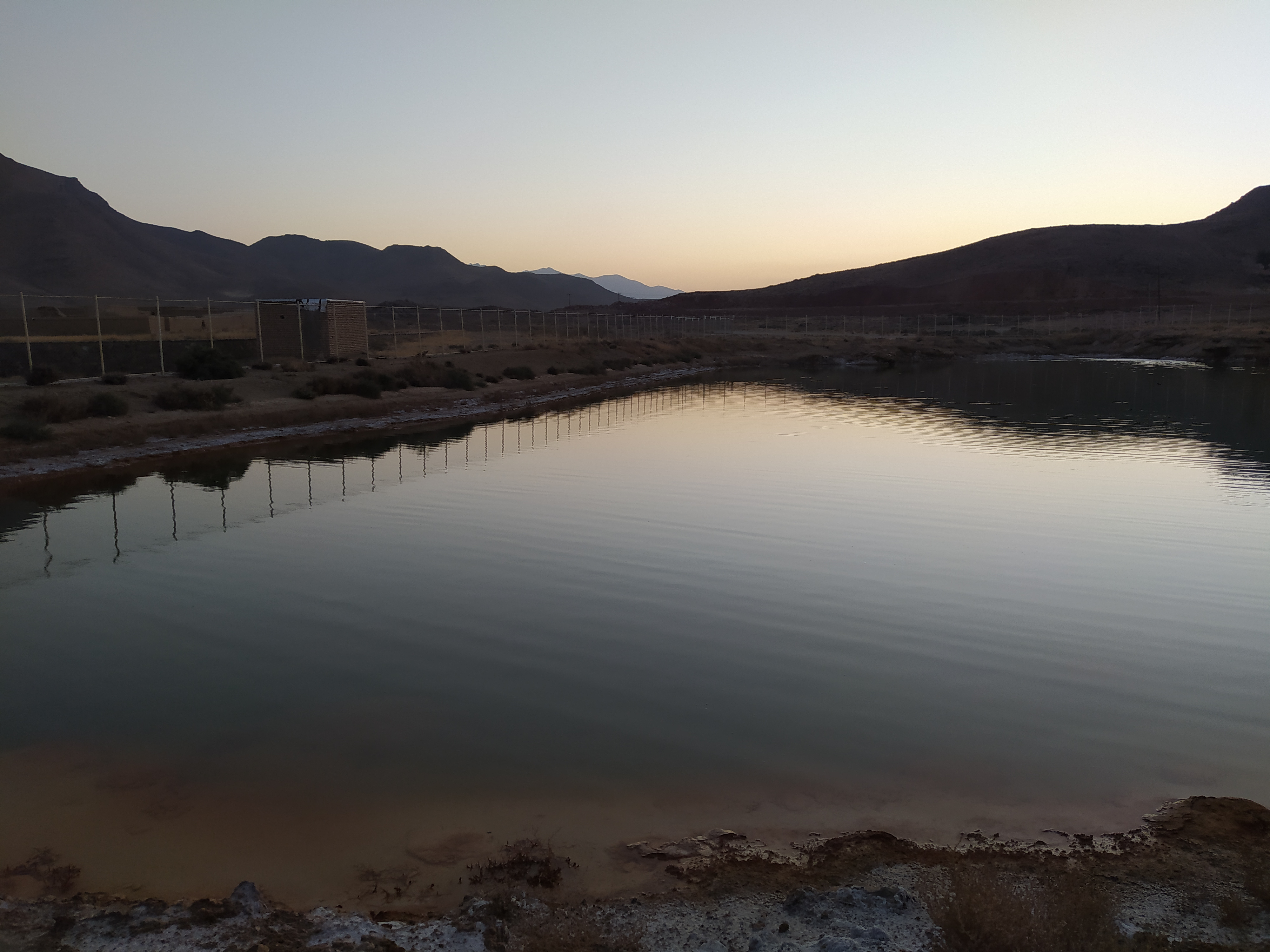

## خورزن
در جنوب شرقی روستای خورهه، کوهی بسیار زیبا با نام خورزن وجود دارد که چشم هر بینننده ای را مجذوب می‌کند. ارتفاع این کوه از سطح دریا ۲۲۰۰ متر است و شکوهی مثال زدنی دارد
نام این کوه از دو قسمت <خور+ زِن> تشکیل شده است. خور در لغت به معنای خورشید است و زن به معنای زدن، برآمدن و طلوع کردن یا تابیدن است.
در دامنهٔ شرقی این کوه، و در بالادست تپهٔ (تن بوسه) چشمه ای به نام لاتاقون وجود دارد. خصیصهٔ اصلی این چشمه سار، آب بسیار گوارا و وجود درختان چنار در دل کوه است
در دامنهٔ غربی کوه خورزن، درهٔ تاریخی لاسگر قرار گرفته است. آن طور که نسل‌های گذشته روایت کرده‌اند، لاسگر نام یکی از سرداران هخامنشی بوده که با اسب و زرهی که بر تن داشته، در این دره ناپدید می‌شود و دلیل نام گذاری دره، به افسانهٔ این سردار هخامنشی بازمی‌گردد

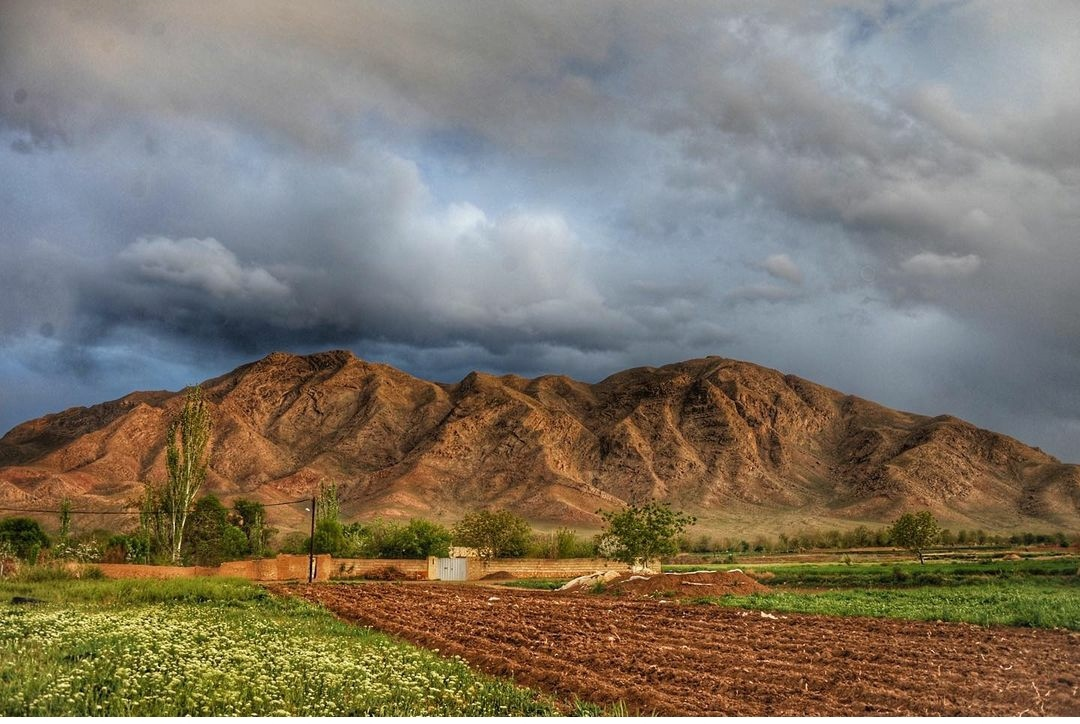

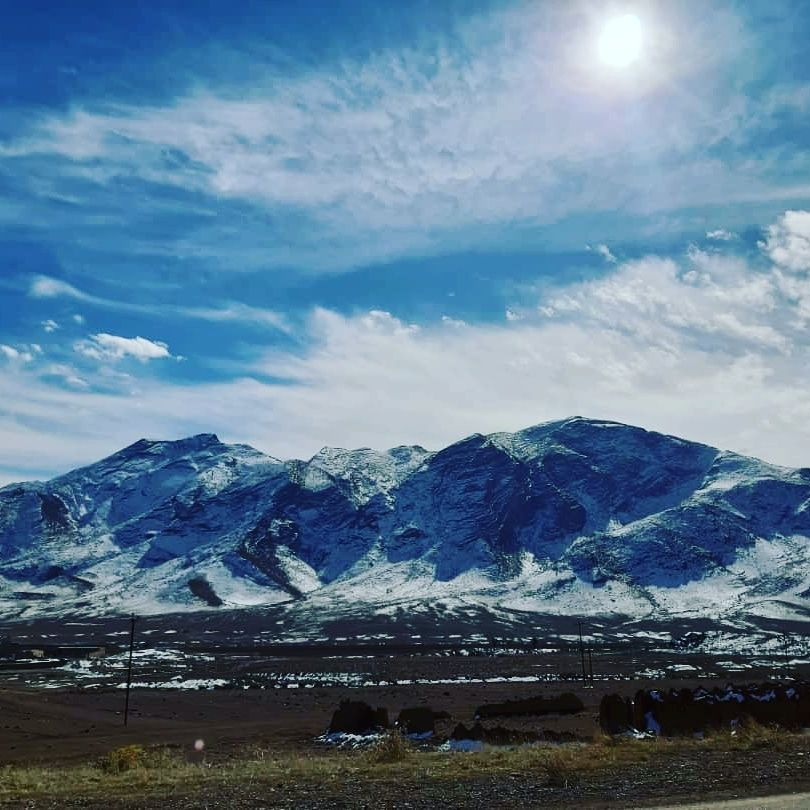

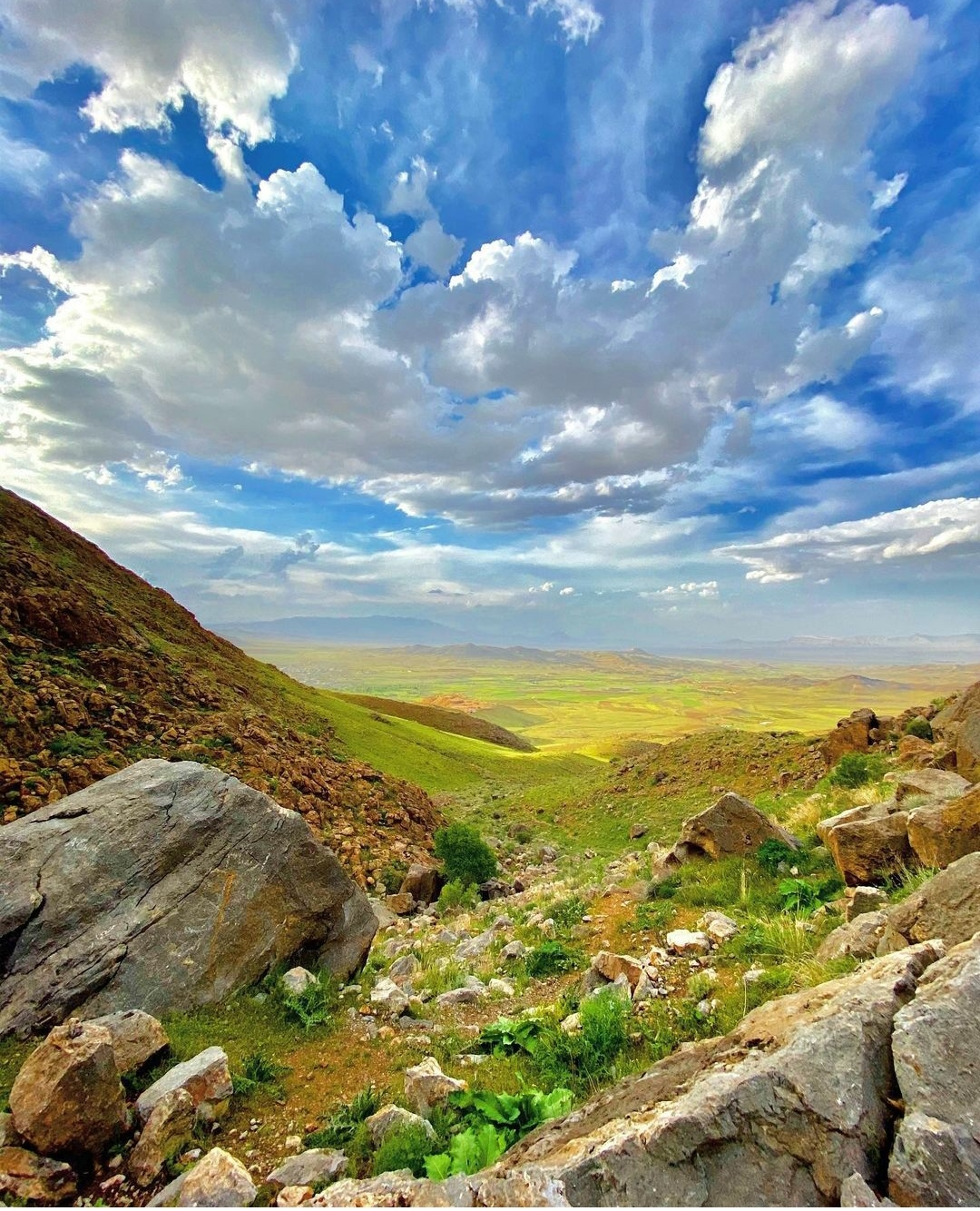

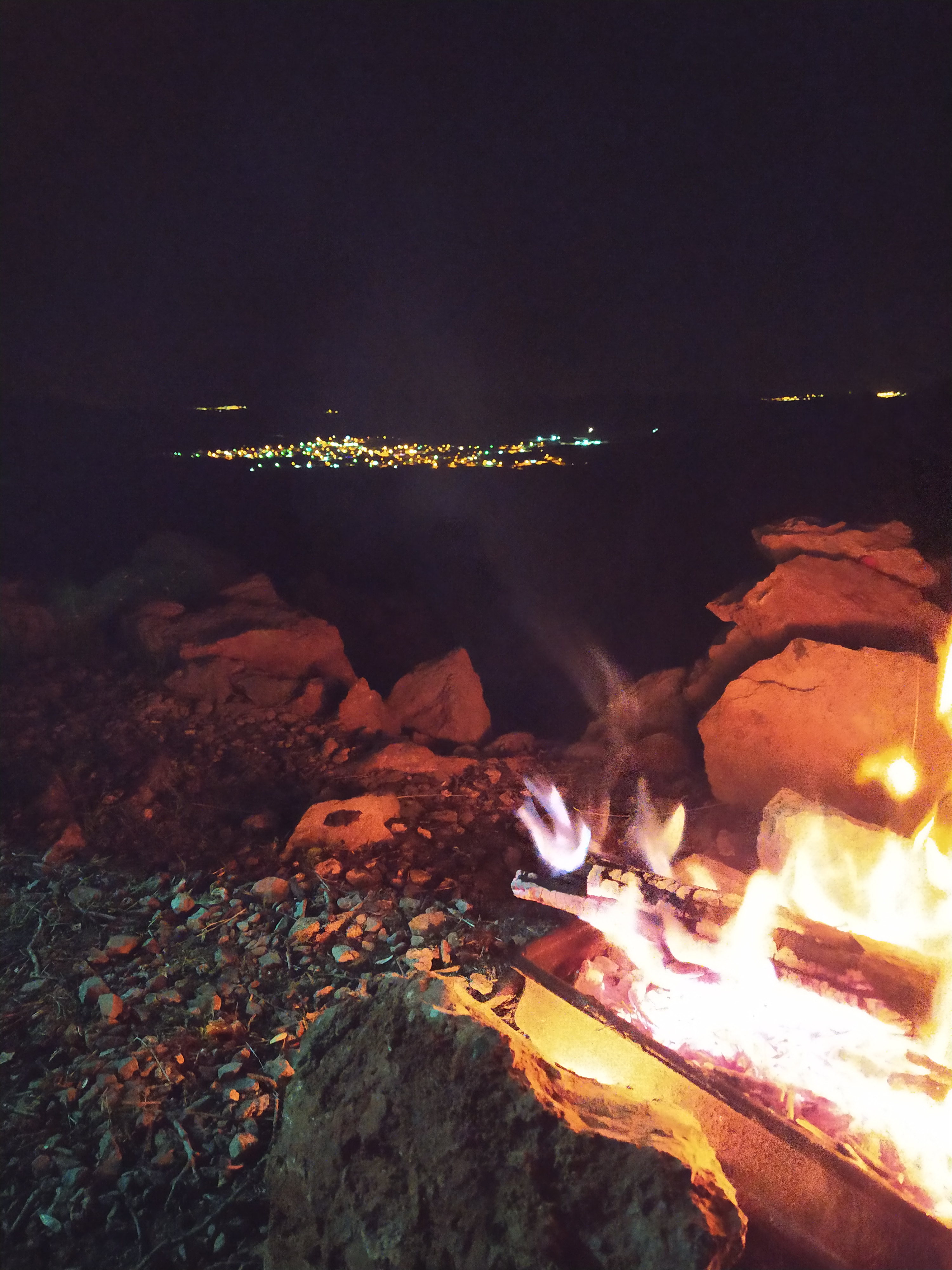

## بافت مسکونی خورهه
بافت مسکونی خورهه متشکل از دو قسمت قدیم و جدید است. در گذشته، قسمت اعظم جمعیت خورهه در بخش قدیم سکونت داشته‌اند.. پس از انقلاب اسلامی، ساخت و ساز در قسمت جدید خورهه گسترش یافته و بخشی با عنوان شهرک خورهه، احداث می‌شود. با گذشت زمان این روند سرعت بیشتری به خود گرفته و اکثر اهالی اقدام به ساخت خانه در قسمت جدید (شهرک) می‌کنند. با ورود به خورهه و گشت و گذاری در کوچه‌ها و خیابان‌های روستا، آنچه توجه شما را به خود جلب می‌کند وجود منازلی با معماری نوین و سبک مدرن است. در سال‌های گذشته موج جدیدی از ساختمان سازی در روستا به وجود آمده است. به‌طوری که اخیراً شهرک جدیدی تحت عنوان شهرک کوهسار در ورودی روستا شکل گرفته و استقبال خوبی از این طرح به عمل آمده، همچنین اهالی در سایر نقاط روستا اقدام به نوسازی منازل خود نموده‌اند و عملاً از بافت قدیمی روستا، بخش کوچکی بر جای مانده است. یکی از نکاتی که خورهه را از بقیهٔ روستاها متمایز می‌سازد، همین شیوهٔ معماری و شباهت بسیار بالای بافت مسکونی خورهه به معماری شهری می‌باشد

## اقامتگاه‌های بوم گردی
اگر قصد دارید زمان بیشتری را در خورهه بگذرانید و سفر شما بیش از یک روز است، نگران اسکان خود نباشید. چرا که خورهه دارای دو اقامتگاه بومگردی با امکانات رفاهی مناسب است که می‌توانید آنجا مستقر شوید. نکتهٔ قابل ذکر این است که عمدتاً در روزهای پایانی هفته با توجه به حضور گردشگران، این دو اقامتگاه به سرعت رزرو می‌شود؛ بنابراین بهتر است قبل از سفر به روستا هماهنگی‌های لازم برای اسکان را انجام دهید تا به مشکل برنخورید.

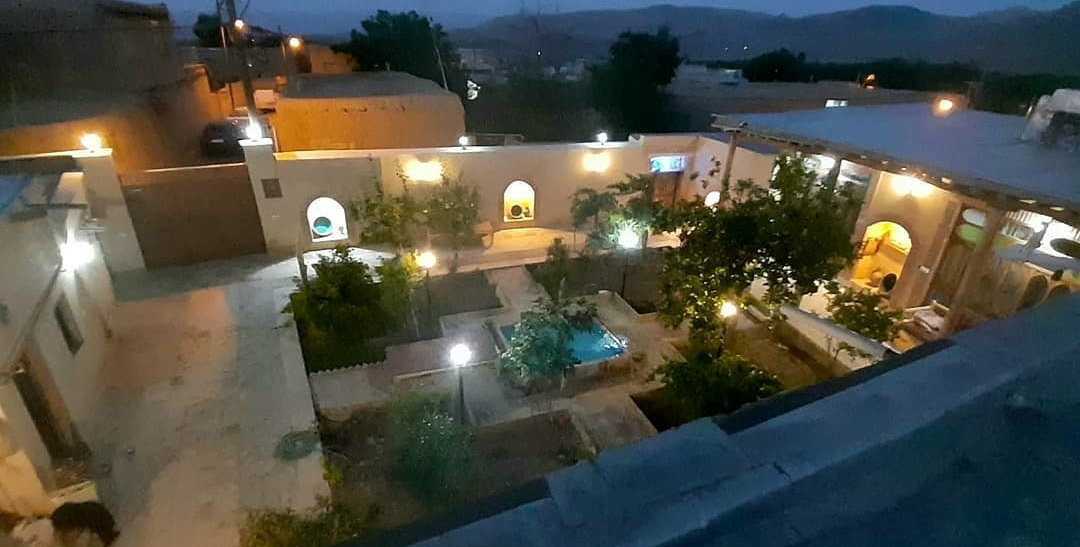

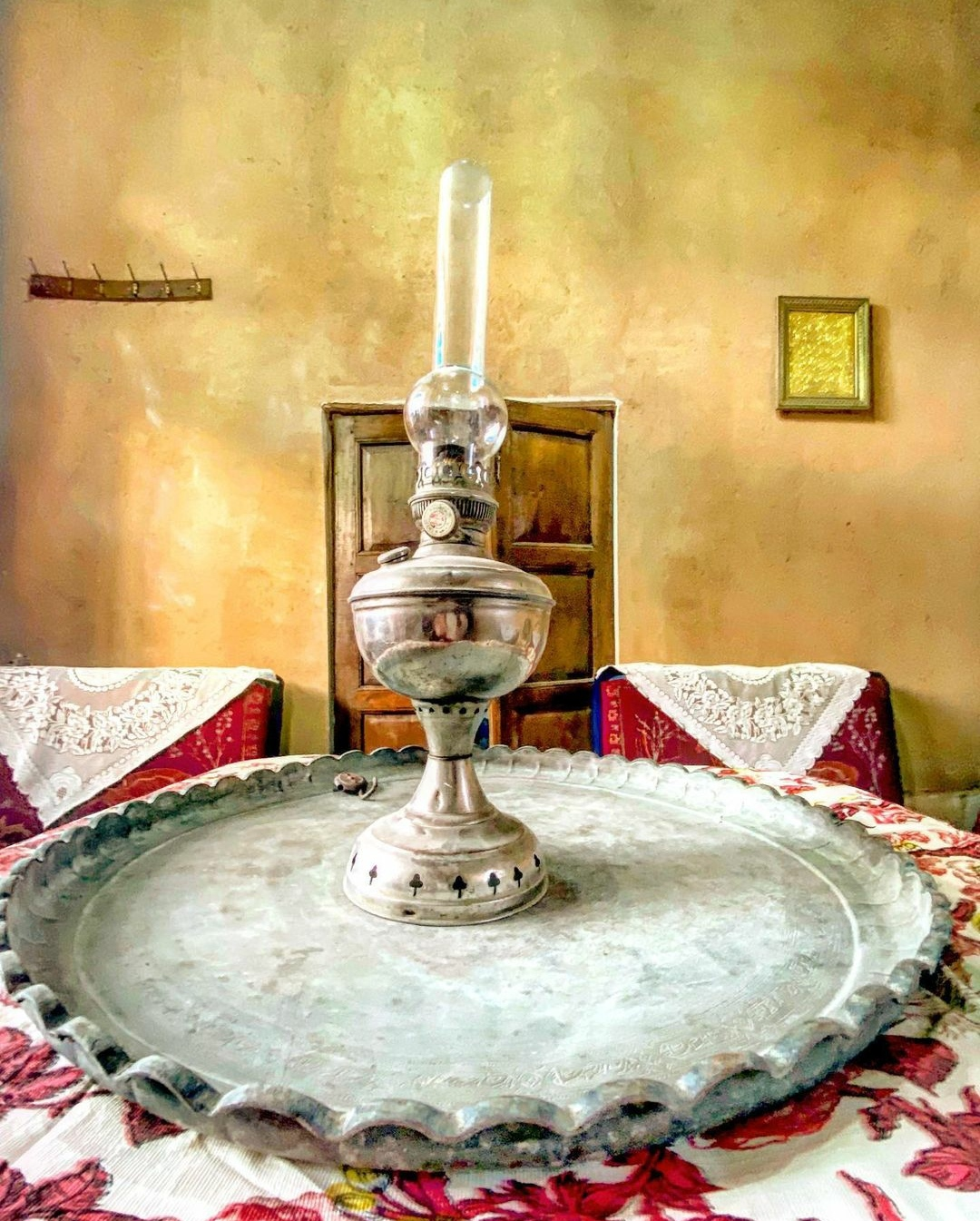

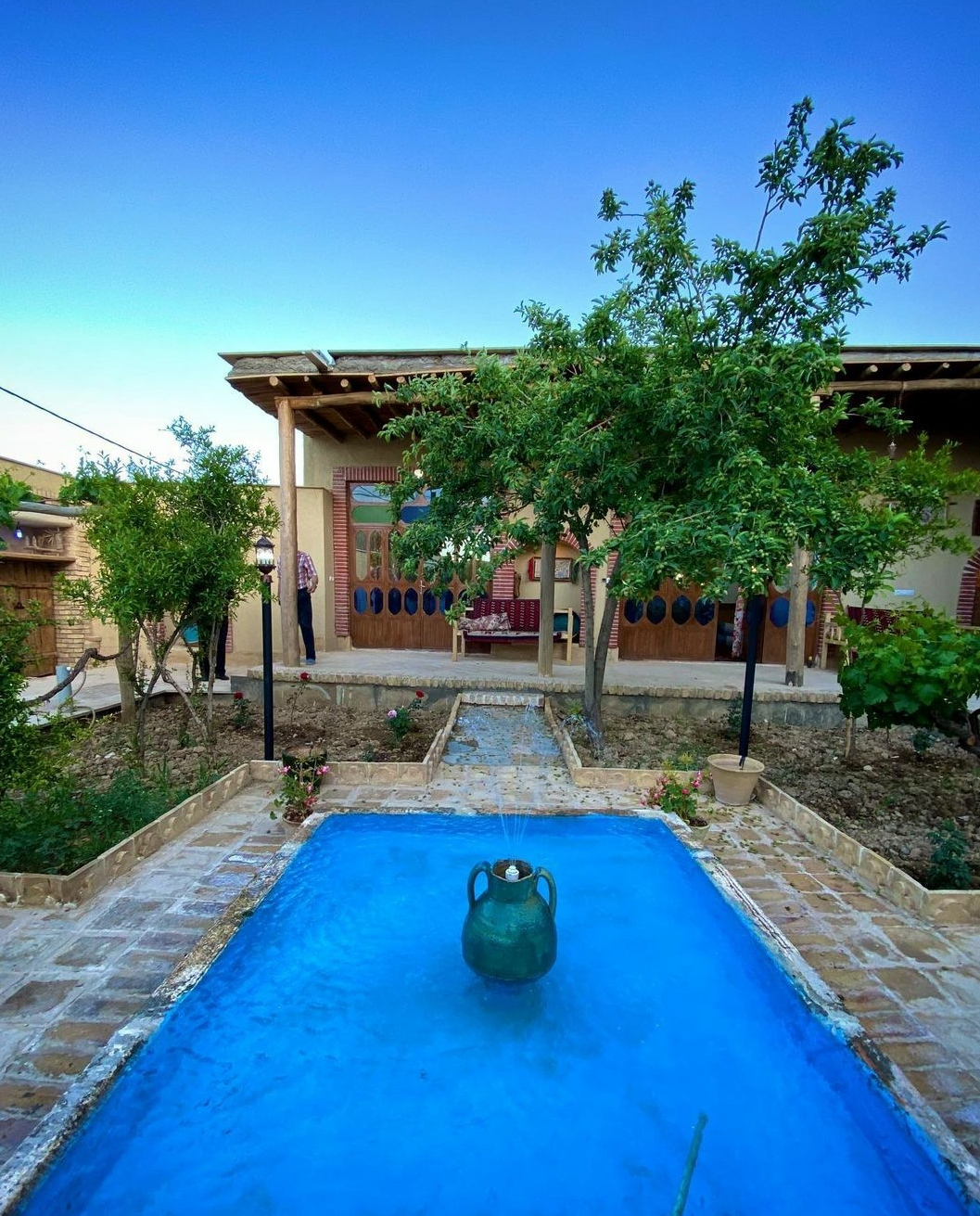

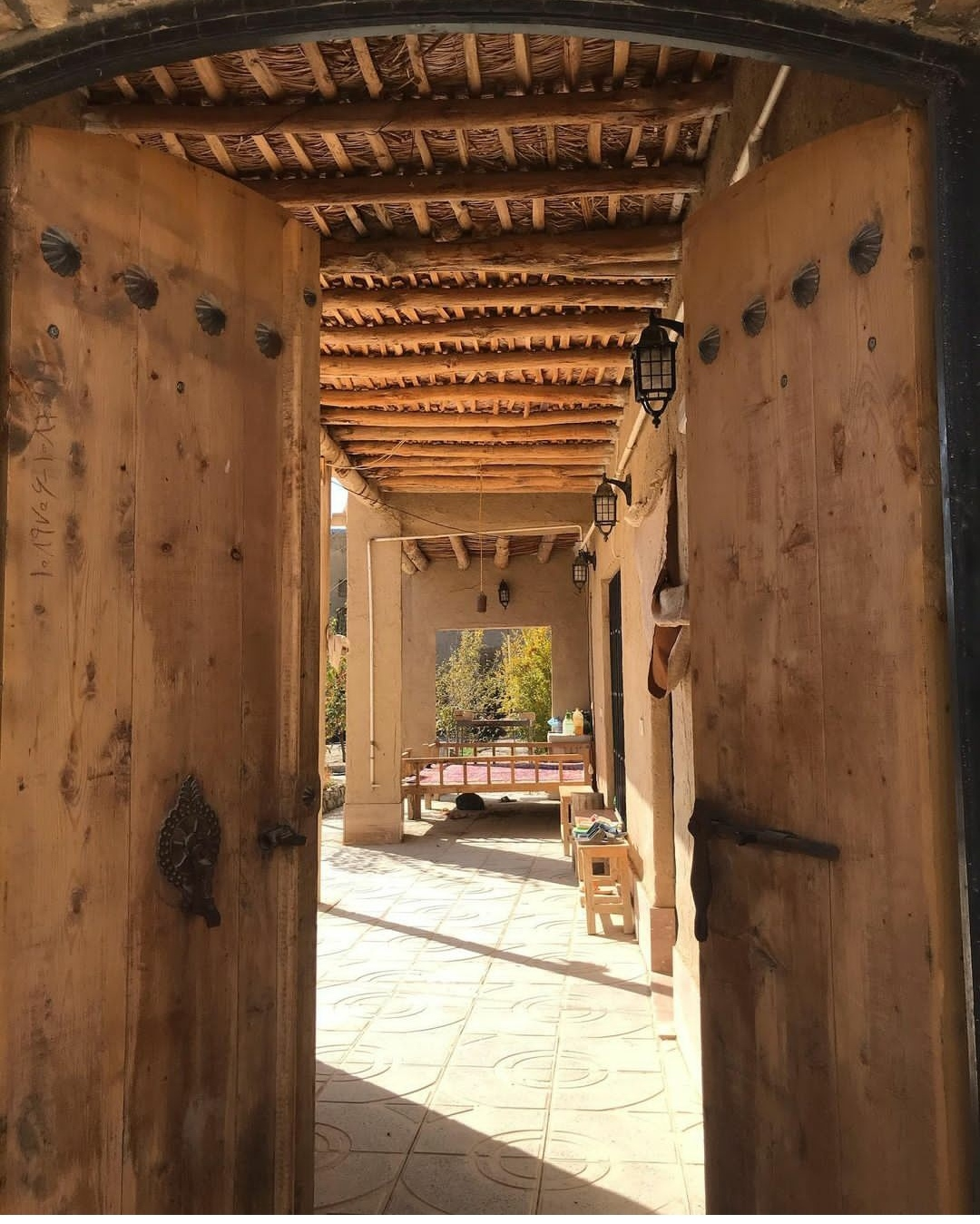

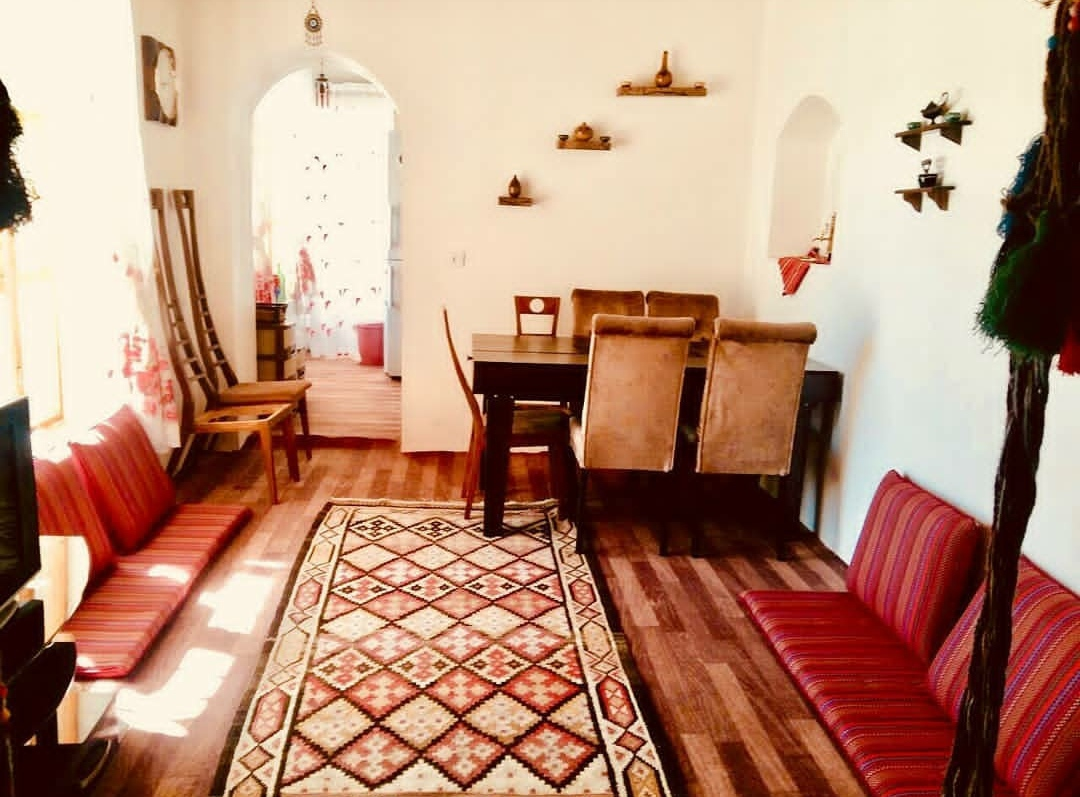

## تعزیه و مراسمات مذهبی
از سالیان دور تا کنون تعزیه یک جزء جدا نشدنی از مراسمات مذهبی روستای خورهه بوده است. در سال‌های اخیر، به همت جوانان علاقمند و با حمایت پیشکسوتان، تعزیه رونقی دوباره به خود گرفته است. شبیه خوانی به شکل سنتی انجام شده، از روز اول محرم تا روز دهم ادامه دارد و هر روز، به شکل مجزا، داستان یکی از شخصیت‌های واقعهٔ کربلا روایت می‌شود
مرسوم است که شبیه خوانی موروثی باشد و از پدر به پسر منتقل می‌شود. البته استثنائاتی هم وجود دارد. تعزیه خوانان به دو گروه موافق خوان و مخالف خوان تقسیم شده و به ایفای نقش می‌پردازند. محل اجرای تعزیه، حسینیهٔ سیدالشهدا (ع) روستا می‌باشد و اهالی برای تماشای تعزیه در این مکان گرد هم می ایند. درتاسوعا و عاشورای حسینی، حضور جمعیت به اوج خود می‌رسد و اهالی خورهه که در شهرهای دیگر سکونت دارند برای شرکت در مراسم عزاداری خود را به روستا می‌رسانند. همچنین میهمانانی از شهرها و روستاهای اطراف برای تماشای تعزیه، به خورهه می‌آیند
در روزهای تاسوعا و عاشورا، دستهٔ عزاداری از محل حسینیه به سمت امامزاده حکیمه خاتون (س) حرکت می‌کند. در مسیر حرکت دستهٔ عزاداری، اهالی به انجام نذورات خود می‌پردازند
عصر عاشورا، تعزیه ای در بیرون از حسینیه اجرا می‌شود و آتش زدن خیمه‌ها به تصویر کشیده می‌شود

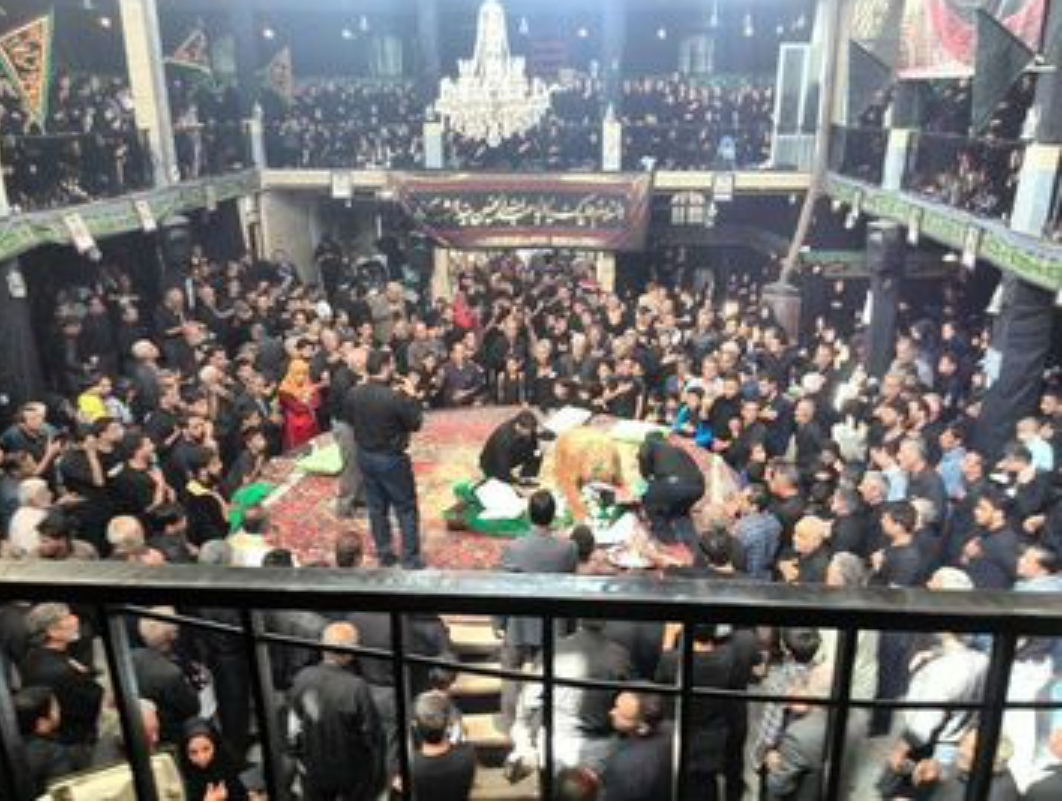

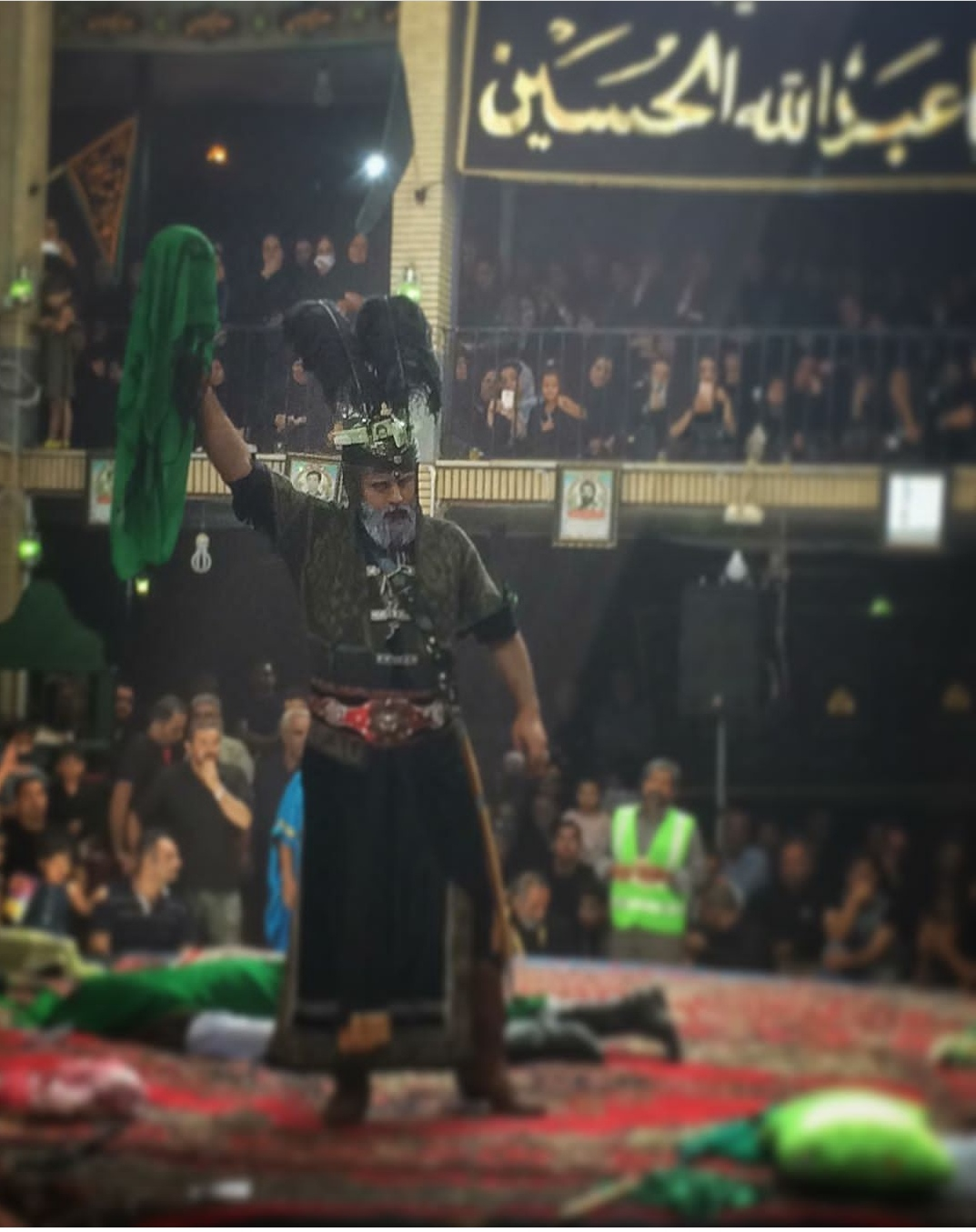

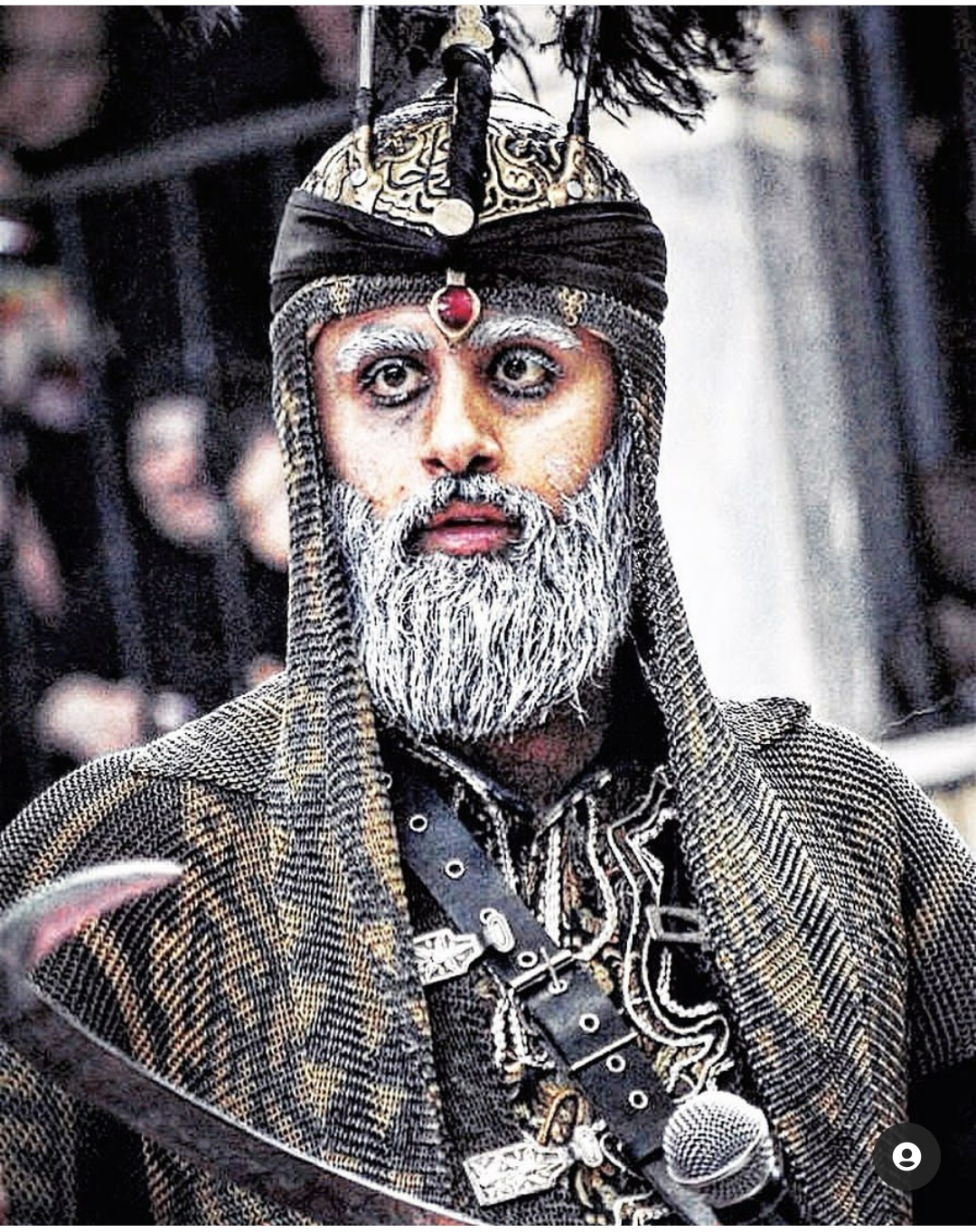

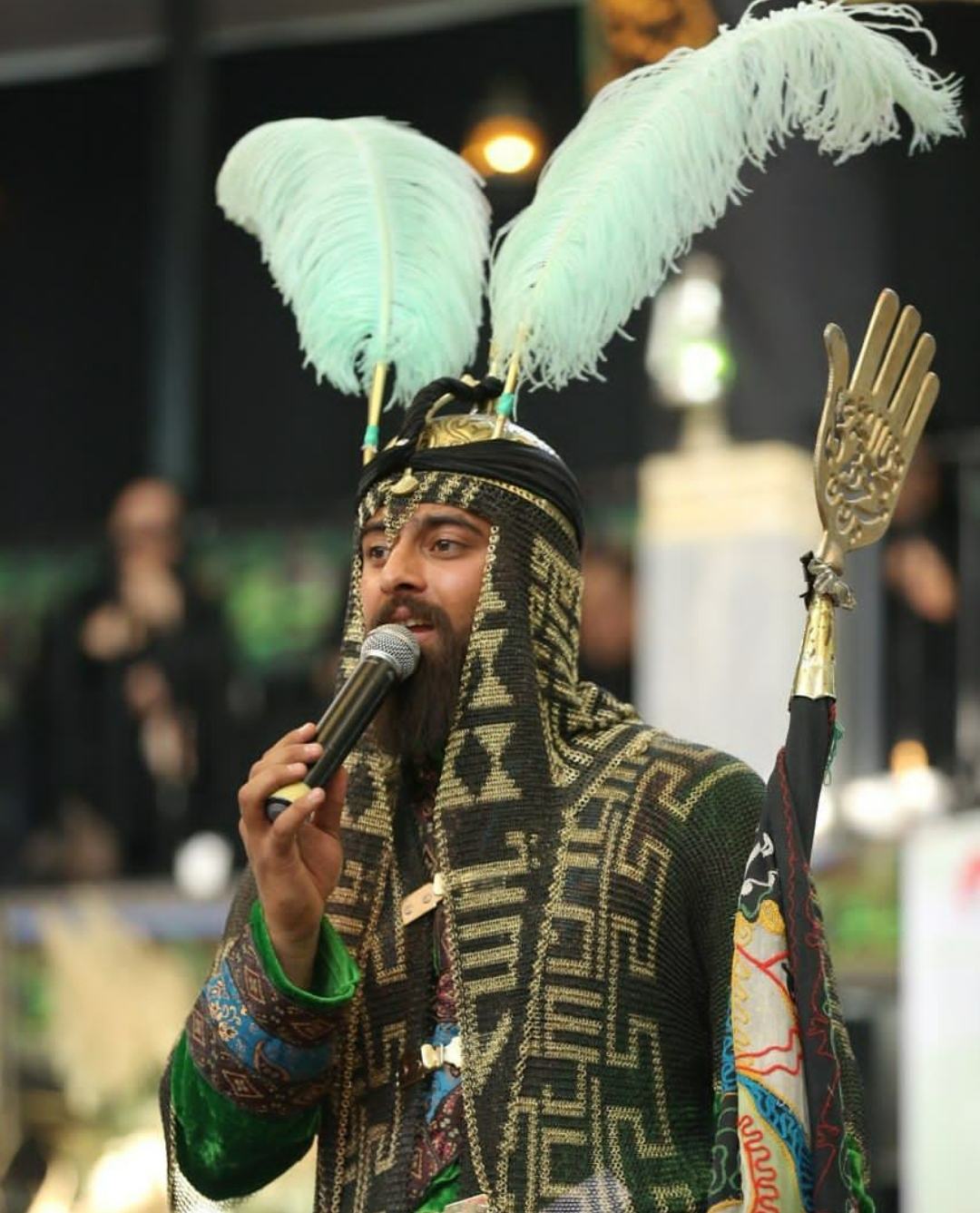

### مراسم نیمهٔ ماه رمضان (اُهو اُهو)
یکی از مراسمات قدیمی روستای خورهه، مراسم اُهو اُهو می‌باشد. این مراسم در روز چهاردهم ماه مبارک رمضان و توسط نوجوانان پسر روستا انجام می‌پذیرد
نوجوانان، در گروه‌های چهار یا پنج نفره، پشت در خانهٔ اهالی روستا می‌روند و شعری را به مضمون زیر می‌خوانند. فرض می‌کنیم نام پسر بزرگ خانواده علی باشد. نوجوانان، علی را خطاب قرار داده و می‌خوانند:
علی خان، شمایید؟ اُهو اُهو
از قلعه در نیایید. اُهو اُهو
که مردم دشمنتن. اُهو اُهو
به قصد کشتنتن. اُهو اُهو
خرکی خریده‌ایم. اُهو اُهو
دُمبکش بریده‌ایم. اُهو اُهو
یه چوب می‌زنیم میخوابه، اُهو اُهو
یه چوب می‌زنیم پا میشه، اُهو اُهو
بلبلان ریختند بر سر چنار، اُهو اُهو
جیک جیک می‌کنند اشرفی بیار، اُهو اُهو
قلیون رو آب نم کن، اُهو اُهو
آتیش به سرش بند کن، اُهو اُهو
تا ما بکشیم دودی، اُهو اُهو
آجیل رو بیار زودی، اُهو اُهو
پس از پایان شعرخوانی نوجوانان، صاحبخانه با میل خود، آجیل یا مبلغی پول را به عنوان هدیه به آن‌ها می‌دهد که در آخر آن را بین خودشان تقسیم می‌کنند.

## راه‌های ارتباطی خورهه
اگر برای نخستین بار است که قصد سفر به خورهه را دارید، در کیلومتر ۱۹۶ جادهٔ تهران به اصفهان، پس از گذر از سلفچگان، نیزار و شهر گاز، بعد از روستای دودهک، تابلوی روستای خورهه را مشاهده خواهید کرد. وارد جادهٔ فرعی شوید. پس از طی ۷ کیلومتر به دو راهی خورهه_آبگرم می‌رسید که روستای حاجی‌آباد در این موقعیت قابل مشاهده است. به سمت خورهه ادامهٔ مسیر دهید. پس از طی حدود ۵ کیلومتر به خورهه خواهید رسید
اگر قصد دارید از شهرستان محلات به خورهه سفر کنید، دو مسیر وجود دارد. جادهٔ محلات_آبگرم_خورهه مسیر اول است که می‌توانید در روستای آبگرم توقف داشته باشید و تنی به آب بزنید؛ زیرا این روستا دارای چشمه‌های آب گرم معدنی فراوان و سوئیت‌های مجهز است. در ادامهٔ مسیر، با گذر از روستای نینه به خورهه خواهید رسید
مسیر دوم جادهٔ محلات_ورین_خورهه است. برای رسیدن به این مسیر باید از جادهٔ محلات_خمین به سمت جادهٔ فرعی سیادر (سیاه دره) تغییر مسیر دهید. بعد از طی ۲۵ کیلومتر به دو راهی ورین_خورهه می‌رسید. در ادامه با گذر از روستای طایقان و طی ۱۳ کیلومتر، روستای خورهه قابل مشاهده است.